# Kiels voetbalkampioenschap 1909/10
In 1909/10 werd het zesde Kiels voetbalkampioenschap gespeeld, dat georganiseerd werd door de Noord-Duitse voetbalbond. Dit was het laatste seizoen dat ook de clubs uit Lübeck in deze competitie speelden, na dit seizoen kregen zij opnieuw hun eigen competitie. 
Holstein Kiel werd kampioen en plaatste zich voor de Noord-Duitse eindronde. De club versloeg Internationaler FC Rostock, Altonaer FC 1893 en Werder Bremen en veroverde zo voor het eerst de titel. Hierdoor plaatste de club zich ook voor de eindronde om de Duitse landstitel. Na overwinningen op de hoofdstedelijke clubs BFC Preußen 1894 en Tasmania Rixdorf verloor de club in de finale van Karlsruher FV.
De uitslagen van de competitie zijn niet meer bekend.

## Eindstand
| Plaats | Club                    | Wed. | W | G | V | Saldo | Ptn |
| ------ | ----------------------- | ---- | - | - | - | ----- | --- |
| 1.     | Kieler FV Holstein 1902 |      |   |   |   |       |     |
| 2.     | BC 03 Lübeck            |      |   |   |   |       |     |
| 3.     | 1. Kieler FV 1900       |      |   |   |   |       |     |
| 4.     | Seminar FC 07 Lübeck    |      |   |   |   |       |     |
| 5.     | SV 05 Lübeck            |      |   |   |   |       |     |

|  | Kampioen                                              |
|  | Wisselt volgend jaar naar de 1. Klasse Lübeck 1910/11 |